# Uffholtz
Uffholtz [ufɔlt͡s] est une commune française située dans l'aire d'attraction de Mulhouse et faisant partie de la collectivité européenne d'Alsace (circonscription administrative du Haut-Rhin), en région Grand Est.
Cette commune se trouve dans la région historique et culturelle d'Alsace.
Ses habitants sont appelés les Uffholtzois et Uffholtzoises.
Le village est bien situé près des villes de Cernay, Thann ou Guebwiller, et non loin de Mulhouse, équidistant de Colmar et de Belfort. C'est une commune viticole, agricole avec une zone industrielle. Depuis peu, le village a obtenu sa première fleur[pas clair], qui récompense le fleurissement de la commune.

## Géographie
Uffholtz fait partie du canton de Cernay et de l'arrondissement de Thann-Guebwiller. Elle est une des communes qui constitue la Communauté de communes de Thann-Cernay avec Cernay (1,5 km), Steinbach et Wattwiller. 
Uffholtz est un départ de la route des Crêtes, la D 431, est traversée par la route des vins d'Alsace, la D 5, la route départementale 83 (ancienne RN 83) et par un chemin balisé vers Saint-Jacques-de-Compostelle, encore à 2 180 km de là. Le village est situé à une altitude de 310 m. La commune fait partie du ressort de l'Office de tourisme de Cernay et de la région du Vieil-Armand.
C'est une des 188 communes du parc naturel régional des Ballons des Vosges.
| Willer-sur-Thur        | Wattwiller | Berrwiller    |
| Bitschwiller-lès-Thann | Uffoltz    | Staffelfelden |
| Steinbach              | Cernay     | Wittelsheim   |

### Cours d'eau
- L'Egelbach, affluent de la Thur, elle-même affluent de l'Ill.

### Vignoble
Le vignoble est connu à Uffholtz depuis le VIIIe siècle. Jadis renommé, il a été ravagé par la guerre de 1914-1918, puis totalement rénové et replanté depuis les années 1970. La zone d'appellation AOC Alsace s'étend sur 44 ha. La commune compte des vignerons, récoltants-coopérateurs et des producteurs de raisins. Tous les cépages d'Alsace sont produits sur le ban viticole de la commune. Les maisons viticoles « Camille Braun et Fils » à Orschwihr et la « Cave du Vieil-Armand » à Soultz-Wuenheim proposent des vins d'Uffholtz, pinots gris et gewurztraminer.
L'histoire du vignoble a été publiée en 2017 dans un ouvrage, Genèse et jeunesse d'un vignoble, par Tharcise Meyer-Ingold, secrétaire du Syndicat viticole de Cernay et environs. Disponible en écrivant au syndicat viticole à Uffholtz.

### Géologie
Le territoire communal repose sur le bassin houiller stéphanien sous-vosgien, du charbon est extrait vers 1809.

### Hydrographie

#### Réseau hydrographique
La commune est dans le bassin versant du Rhin au sein du bassin Rhin-Meuse. Elle est drainée par le Lohbach, le ruisseau l'Erzenbach, le ruisseau Siehlbaechle, le ruisseau Silberlochrunz, le canal Thann-Cernay et le ruisseau l'Egelbach,,.
Le Lohbach, d'une longueur de 19 km, prend sa source dans la commune  et se jette  dans la Lauch à Rouffach, après avoir traversé onze communes. 

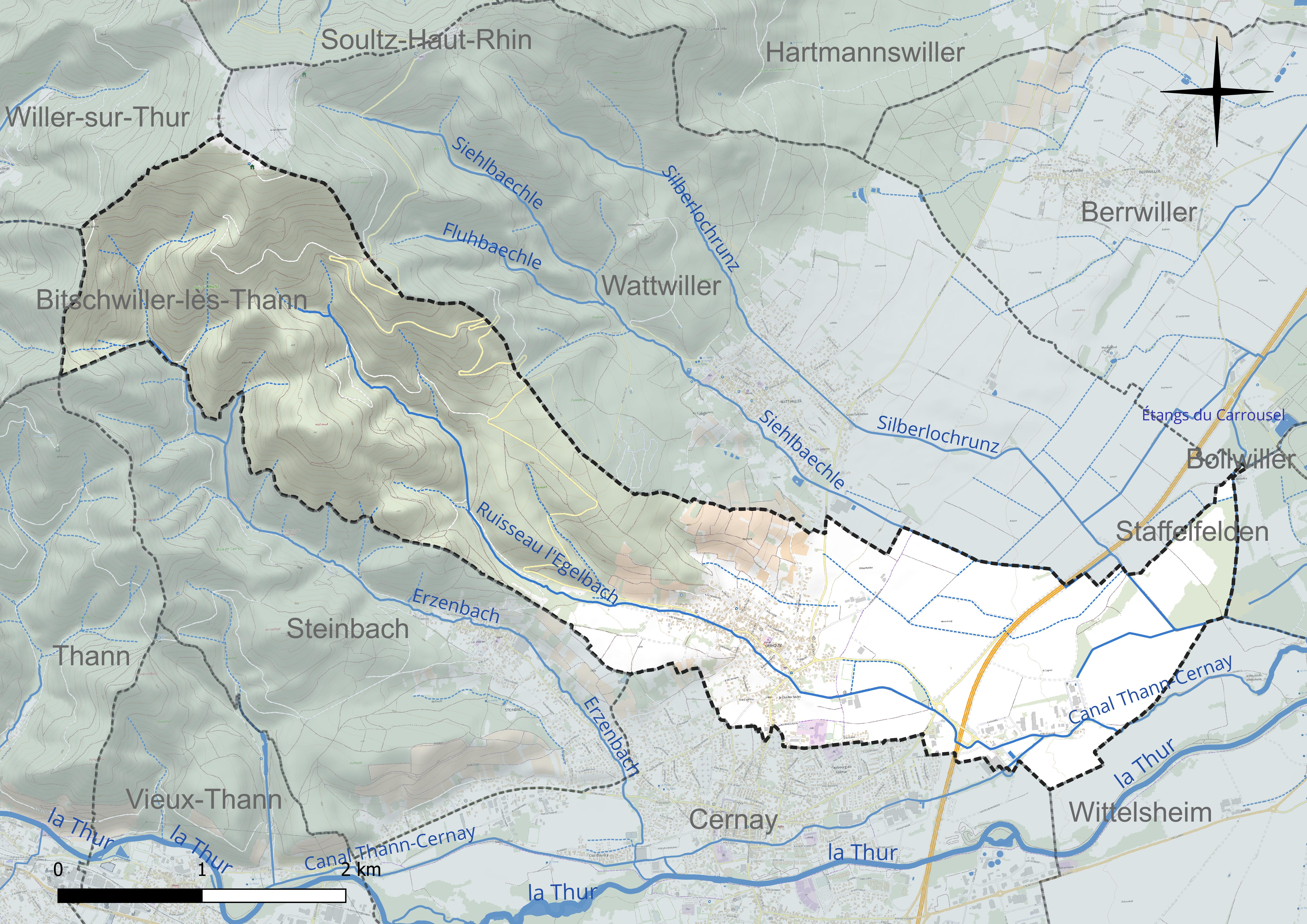
Réseau hydrographique d'Uffholtz.

#### Gestion et qualité des eaux
Le territoire communal est couvert par le schéma d'aménagement et de gestion des eaux (SAGE) « Ill Nappe Rhin ». Ce document de planification concerne la nappe phréatique rhénane, les cours d'eau de la plaine d'Alsace et du piémont oriental du Sundgau, les canaux situés entre l'Ill et le Rhin et les zones humides de la plaine d'Alsace. Le périmètre s’étend sur 3 596 km2. Il a été approuvé le 17 janvier 2005. La structure porteuse de l'élaboration et de la mise en œuvre est la région Grand Est. 
La qualité des cours d’eau peut être consultée sur un site dédié géré par les agences de l’eau et l’Agence française pour la biodiversité. 

### Climat
Pour des articles plus généraux, voir Climat du Grand Est et Climat du Haut-Rhin.
En 2010, le climat de la commune est de type climat des marges montargnardes, selon une étude du Centre national de la recherche scientifique s'appuyant sur une série de données couvrant la période 1971-2000. En 2020, Météo-France publie une typologie des climats de la France métropolitaine dans laquelle la commune est exposée à un climat semi-continental et est dans la région climatique  Vosges, caractérisée par une pluviométrie très élevée (1 500 à 2 000 mm/an) en toutes saisons et un hiver rude (moins de 1 °C). 
Pour la période 1971-2000, la température annuelle moyenne est de 10,2 °C, avec une amplitude thermique annuelle de 17,2 °C. Le cumul annuel moyen de précipitations est de 878 mm, avec 9,9 jours de précipitations en janvier et 9,4 jours en juillet. Pour la période 1991-2020, la température moyenne annuelle observée sur la station météorologique de Météo-France la plus proche, « Bits.-lès-Thann », sur la commune de Bitschwiller-lès-Thann à 7 km à vol d'oiseau, est de 10,0 °C et le cumul annuel moyen de précipitations est de 1 309,4 mm. 
La température maximale relevée sur cette station est de 38,9 °C, atteinte le 7 août 2015 ; la température minimale est de −19,5 °C, atteinte le 12 janvier 1987,,. 
Les paramètres climatiques de la commune ont été estimés pour le milieu du siècle (2041-2070) selon différents scénarios d'émission de gaz à effet de serre à partir des nouvelles projections climatiques de référence DRIAS-2020. Ils sont consultables sur un site dédié publié par Météo-France en novembre 2022.

## Urbanisme

### Typologie
Au 1er janvier 2024, Uffholtz est catégorisée ceinture urbaine, selon la nouvelle grille communale de densité à sept niveaux définie par l'Insee en 2022.
Elle appartient à l'unité urbaine de Thann-Cernay, une agglomération intra-départementale regroupant neuf  communes, dont elle est une commune de la banlieue,,. Par ailleurs la commune fait partie de l'aire d'attraction de Mulhouse, dont elle est une commune de la couronne,. Cette aire, qui regroupe 132 communes, est catégorisée dans les aires de 200 000 à moins de 700 000 habitants,.

### Occupation des sols
L'occupation des sols de la commune, telle qu'elle ressort de la base de données européenne d’occupation biophysique des sols Corine Land Cover (CLC), est marquée par l'importance des forêts et milieux semi-naturels (55,4 % en 2018), une proportion identique à celle de 1990 (55,4 %). La répartition détaillée en 2018 est la suivante : 
forêts (55 %), terres arables (27,3 %), zones agricoles hétérogènes (7,9 %), zones urbanisées (7 %), zones industrielles ou commerciales et réseaux de communication (2,4 %), milieux à végétation arbustive et/ou herbacée (0,3 %). L'évolution de l’occupation des sols de la commune et de ses infrastructures peut être observée sur les différentes représentations cartographiques du territoire : la carte de Cassini (XVIIIe siècle), la carte d'état-major (1820-1866) et les cartes ou photos aériennes de l'IGN pour la période actuelle (1950 à aujourd'hui).

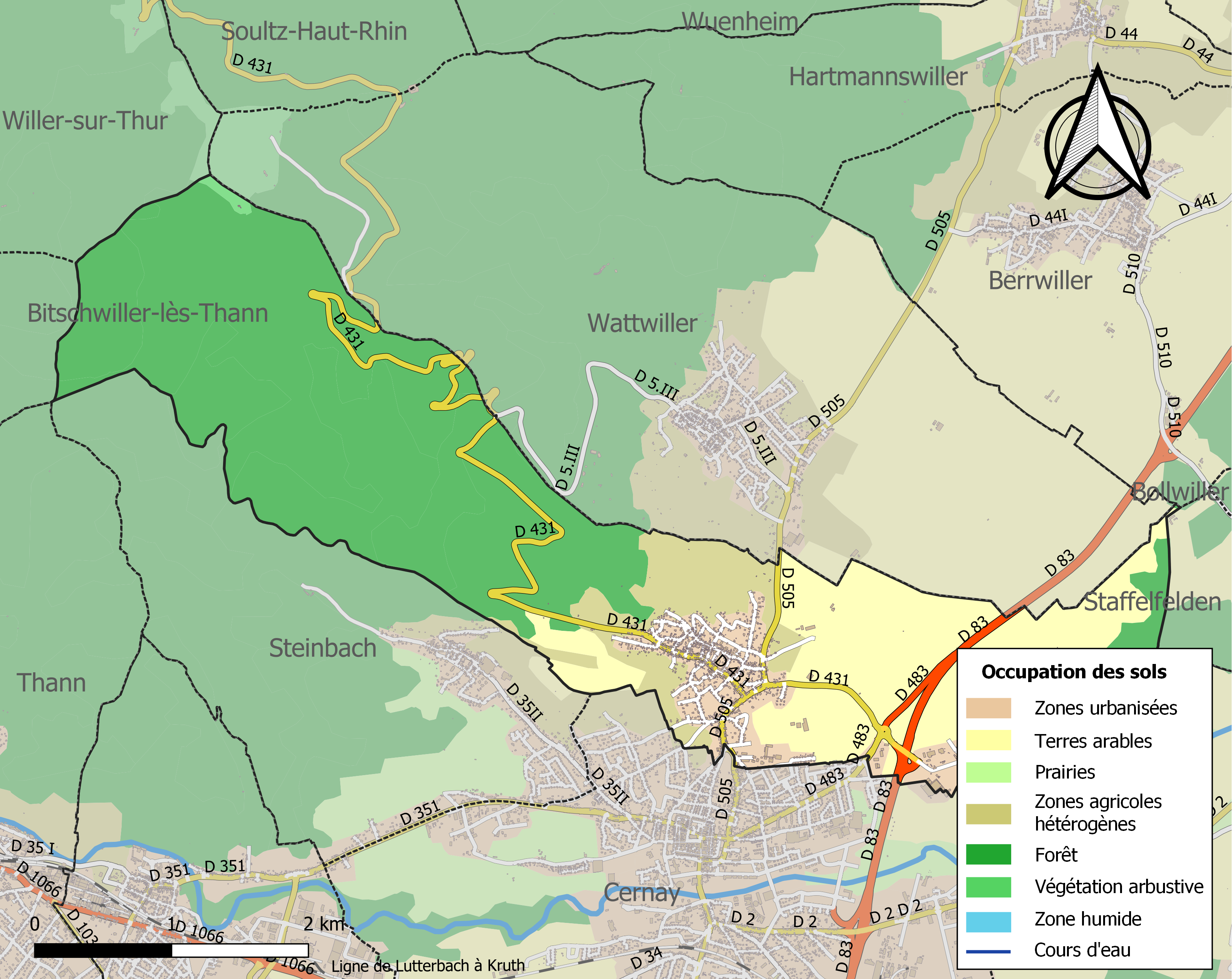
Carte des infrastructures et de l'occupation des sols de la commune en 2018 (CLC).

## Histoire
Uffholtz est cité pour la première fois en 823, faisant partie de l'abbaye de Murbach. En 1252, Ulric de Ferrette et l'abbé de Murbach sont en guerre au sujet de l'advocatie et des droits sur le village. À partir du 1347, le village fait partie du bailliage de Wattwiller après le décès de la veuve du dernier comte. Entre Uffholtz et Wattwiller, on voit les restes du château du Herrenfluh. Ce château fut construit par Jean de Saint-Amarin, surnommé Nortwind, avec l'autorisation de l'abbé Conrad, qui lui octroya en 1312 la montagne à titre de fief. Le recueil des fiefs de Murbach au XIVe siècle nous apprend qu'Hermelin de Nortwind et son frère Bourcard ont été investis par l'abbé du château Herflu. Depuis cette époque, on ne le vit plus figurer dans aucune charte. En 1739 se produisent des émeutes anti-juives avec le pillage de plusieurs maisons et de la synagogue dans le village. Aux XVIIIe et XIXe siècles, Uffholtz est le siège d'un rabbinat. Au cours de la Révolution, le village est envahi par des révolutionnaires de Saint-Amarin qui pillent les maisons juives et la cour dimière.
Des mines d'anthracite sont exploitées autour de la commune entre 1806 et 1824, aux lieux-dits Schmidtenrang et Holzmacher.
Au cours de la Première Guerre mondiale, le village situé au pied du Hartmannswillerkopf dit aussi Vieil Armand, est détruit,. La commune a été décorée le 2 novembre 1921 de la croix de guerre 1914-1918.

### Héraldique
| Blason d'Uffholtz | Les armes d'Uffholtz se blasonnent ainsi : « D'azur au lion d'argent. » |

## Politique et administration

### Budget et fiscalité 2015
En 2015, le budget de la commune était constitué ainsi :
- total des produits de fonctionnement : 1 350 000 €, soit 839 € par habitant ;
- total des charges de fonctionnement : 959 000 €, soit 596 € par habitant ;
- total des ressources d’investissement : 555 000 €, soit 345 € par habitant ;
- total des emplois d’investissement : 313 000 €, soit 195 € par habitant.
- endettement : 121 000 €, soit 75 € par habitant.

Avec les taux de fiscalité suivants :
- taxe d’habitation : 6,59 % ;
- taxe foncière sur les propriétés bâties : 5,67 % ;
- taxe foncière sur les propriétés non bâties : 59,04 % ;
- taxe additionnelle à la taxe foncière sur les propriétés non bâties : 0,00 % ;
- cotisation foncière des entreprises : 0,00 %.

### Liste des maires

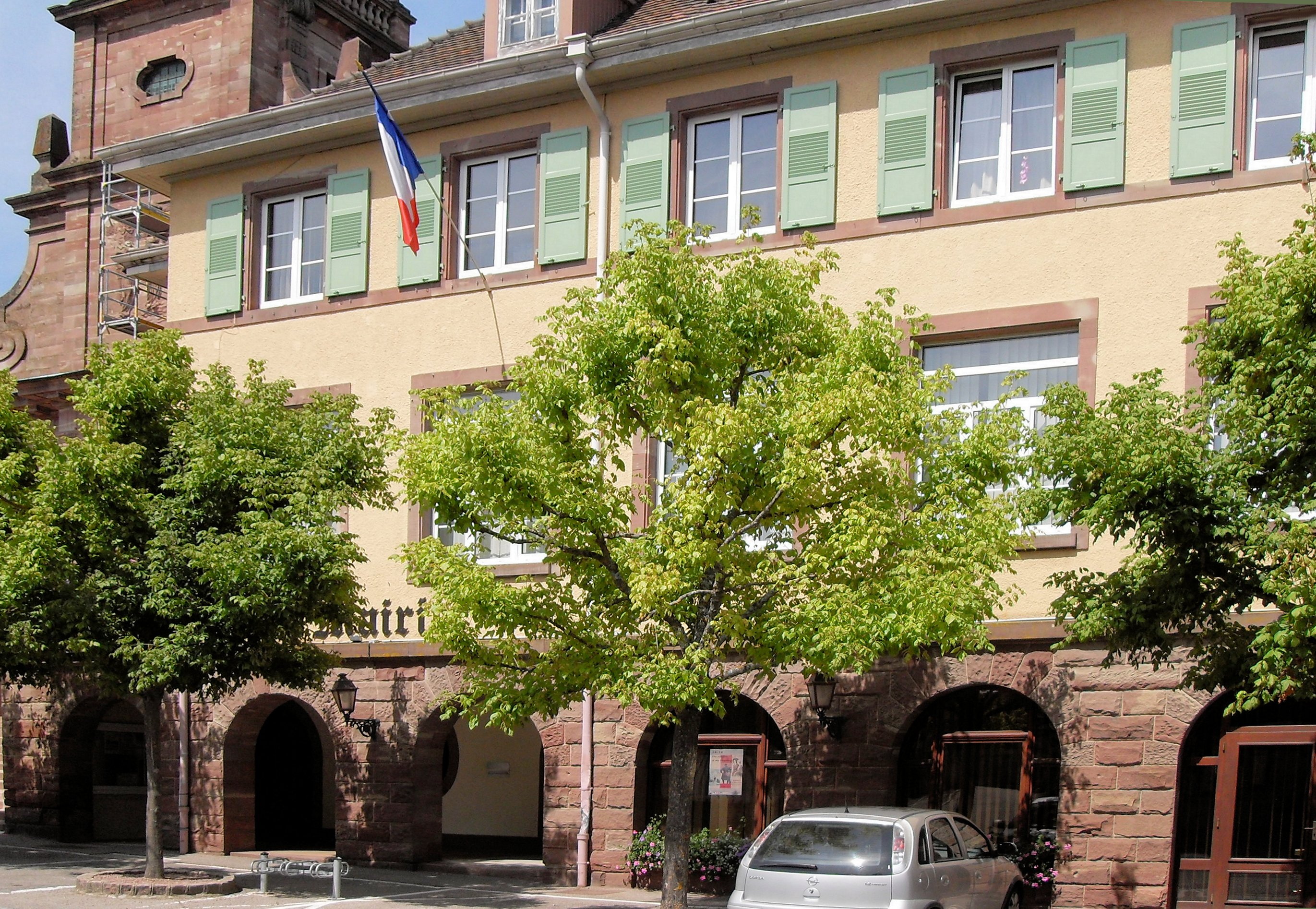
La mairie.

## Démographie
L'évolution du nombre d'habitants est connue à travers les recensements de la population effectués dans la commune depuis 1793. Pour les communes de moins de 10 000 habitants, une enquête de recensement portant sur toute la population est réalisée tous les cinq ans, les populations de référence des années intermédiaires étant quant à elles estimées par interpolation ou extrapolation. Pour la commune, le premier recensement exhaustif entrant dans le cadre du nouveau dispositif a été réalisé en 2005.

En 2022, la commune comptait 1 631 habitants, en évolution de −8,11 % par rapport à 2016 (Haut-Rhin : +0,66 %, France hors Mayotte : +2,11 %).
| 1793  | 1800  | 1806  | 1821  | 1831  | 1836  | 1841  | 1846  | 1851  |
| ----- | ----- | ----- | ----- | ----- | ----- | ----- | ----- | ----- |
| 1 131 | 1 057 | 1 145 | 1 367 | 1 833 | 1 940 | 1 852 | 1 815 | 1 813 |

| 1856  | 1861  | 1866  | 1871  | 1875  | 1880  | 1885  | 1890  | 1895  |
| ----- | ----- | ----- | ----- | ----- | ----- | ----- | ----- | ----- |
| 1 706 | 1 769 | 1 626 | 1 618 | 1 465 | 1 520 | 1 532 | 1 475 | 1 429 |

| 1900  | 1905  | 1910  | 1921 | 1926  | 1931  | 1936  | 1946  | 1954  |
| ----- | ----- | ----- | ---- | ----- | ----- | ----- | ----- | ----- |
| 1 463 | 1 483 | 1 418 | 790  | 1 170 | 1 310 | 1 287 | 1 174 | 1 209 |

| 1962  | 1968  | 1975  | 1982  | 1990  | 1999  | 2005  | 2006  | 2010  |
| ----- | ----- | ----- | ----- | ----- | ----- | ----- | ----- | ----- |
| 1 186 | 1 169 | 1 231 | 1 327 | 1 303 | 1 385 | 1 493 | 1 518 | 1 592 |

| 2015  | 2020  | 2022  | - | - | - | - | - | - |
| ----- | ----- | ----- | - | - | - | - | - | - |
| 1 701 | 1 650 | 1 631 | - | - | - | - | - | - |

## Lieux et monuments

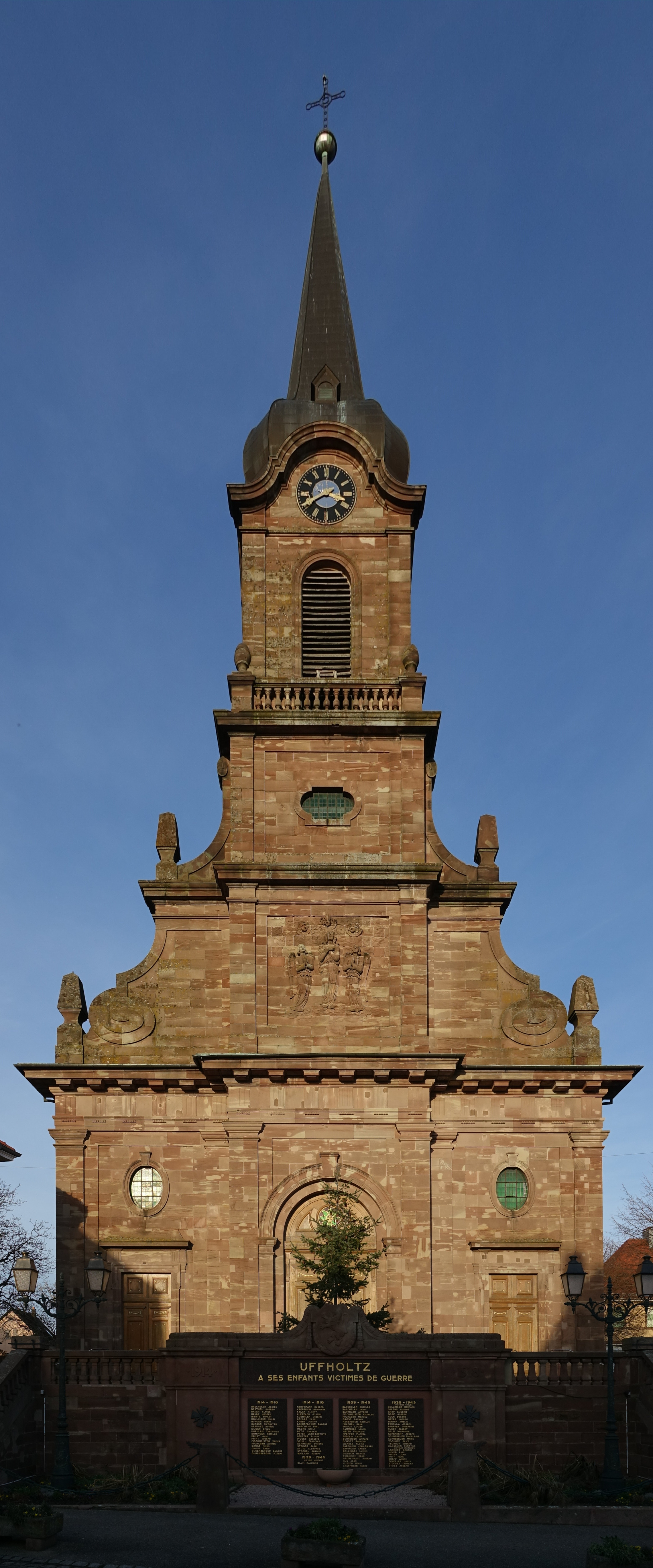
L'église Saint-Érasme.

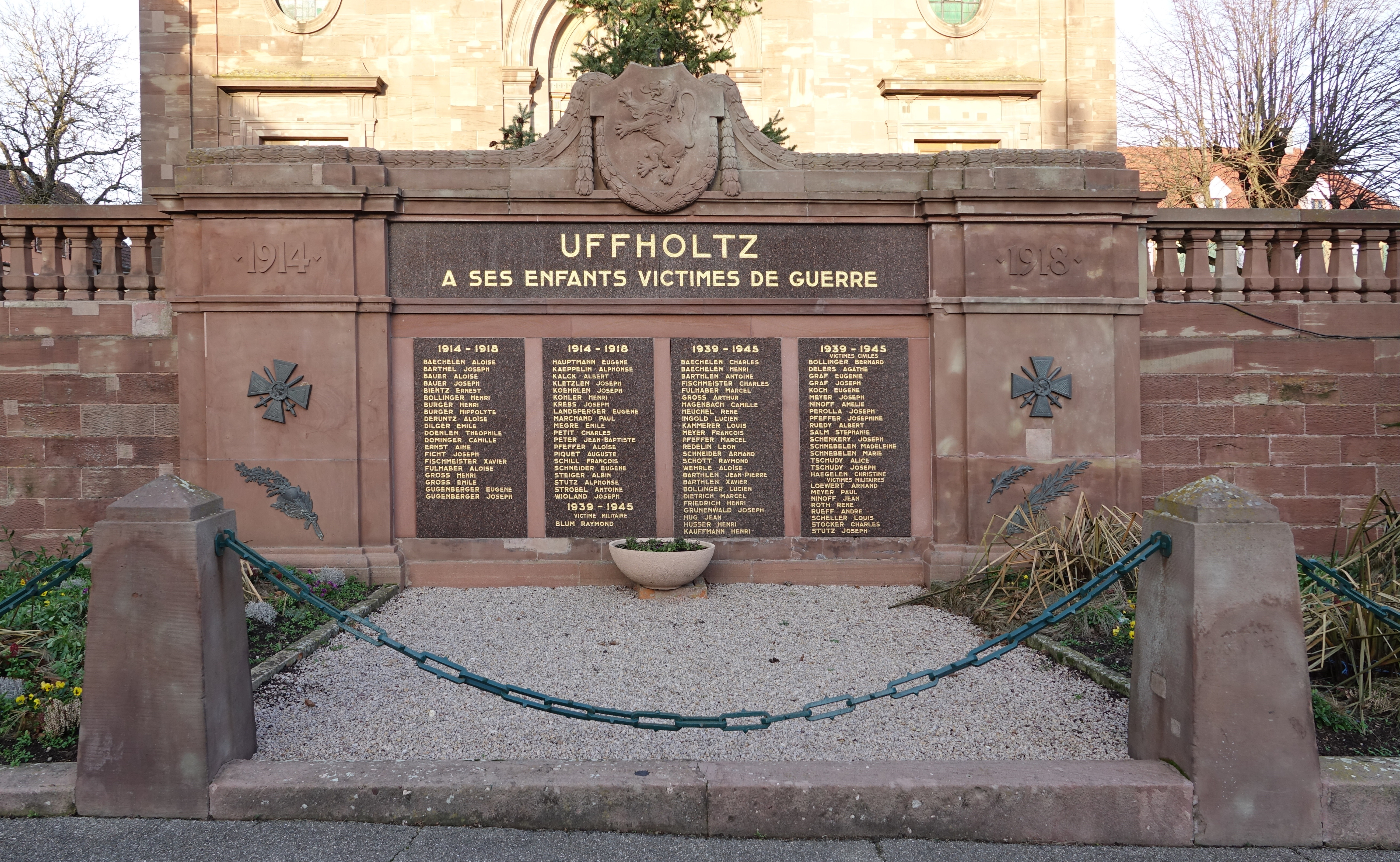
Le monument aux morts des Première et Seconde Guerres mondiales.

### Église Saint-Érasme
L'église est dédiée à saint Érasme, évêque et martyr du IVe siècle. Reconstruite dans les années 1920, elle remplace l'église de 1825 fortement sinistrée par les bombardements de 1914 - 18. Plus vaste et plus majestueuse que l'ancienne, elle est caractérisée par sa façade en grès rouge et son clocher de style néo-baroque. La nef centrale et les deux nefs latérales se trouvent sous le même toit. Elle possède de très belles boiseries : chœur, stalles, chaire, confessionnaux, buffet d'orgue, sacristie. Deux vitraux de 1927 avec saint Érasme et saint Antoine le Grand ou l'Ermite. Les autres vitraux sont de 1955 et ont remplacé ceux détruits lors des combats de la Libération entre octobre 1944 et le 4 février 1945. Chemin de croix en bois, sculpté. L'autel principal s'inspire de l'église Saint-Sulpice de Paris. La chaire s'inspire de celles des cathédrales belges. Orgue Rinckenbach de 1930,.
La première église connue était érigée dans l'actuel cimetière,,. Elle a été démolie vers 1825.

### Chapelle Saint-Antoine
Chapelle dédiée à saint Antoine le Grand, second patron de la commune. Ermite d'Égypte, IIIe siècle.
Le vignoble qui entourait « le Clos de Saint Antoine » était célèbre par la qualité de ses vins.
Située sur la ligne du front des Vosges en 1914, la chapelle fut détruite pendant la Première Guerre mondiale. Elle a été reconstruite en 1958. Autrefois un ermite vivait dans une annexe de la chapelle.

### Abri mémoire

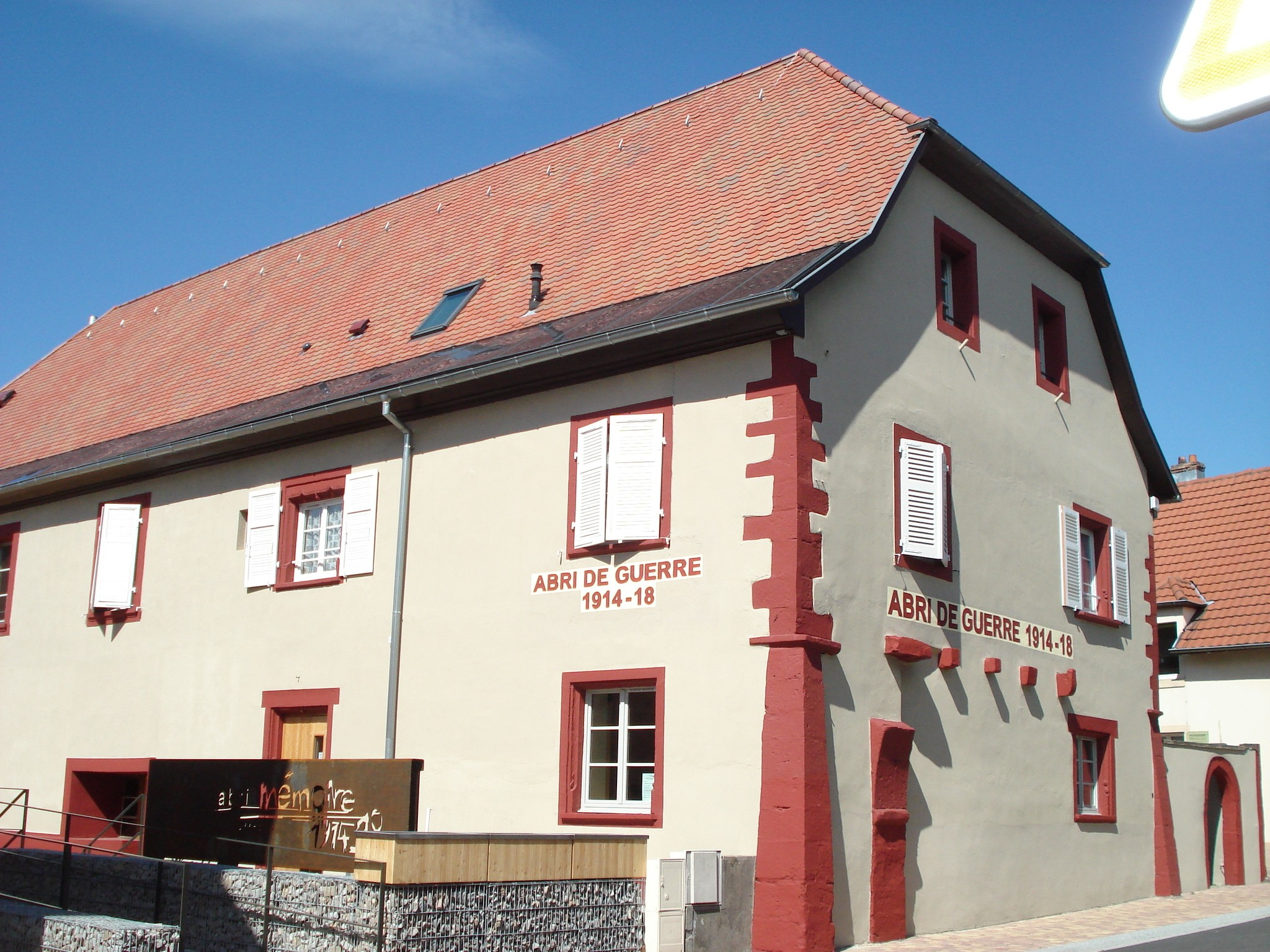
Abri de guerre devenu « Abri mémoire ».

« L’Histoire s’écrit, la mémoire se transmet, la paix se donne » : tel est le message que l’Abri mémoire diffuse à ses publics, habitants du territoire, curieux d’histoire et d’art, scolaires et touristes, depuis quatorze ans. 
L'Abri mémoire qui a ouvert ses portes le 20 juin 2010 se trouve dans un des rares bâtiments d'Uffholtz non détruits lors de la guerre 1914-18. Après de longs travaux de rénovation, l'abri mémoire a ouvert ses portes au public. L'entrée est gratuite et une location de livres est proposée aux visiteurs. Aujourd’hui réhabilité en centre culturel et patrimonial, l’Abri mémoire est un lieu de réflexion historique et d’expression artistique. 
Ancien abri sanitaire durant la Première Guerre mondiale, le lieu héberge un centre de documentation, une résidence d’artistes, deux salles d’exposition et une salle multi-usage. À cela s’ajoute un café associatif géré par le Foyer St-Erasme. 
En tant que centre de ressources et lieu de pratiques artistiques et culturelles, l'Abri mémoire propose des espaces de rencontre et d’éducation autour de l'Histoire, la Mémoire et la Paix. Lieu de mémoire vivante, l’Abri mémoire encourage les rencontres inter et transgénérationnelles et se construit comme un espace inclusif d’expression dans la convivialité œuvrant pour la compréhension des questions sociales et sociétales contemporaines.

### Vestiges du château du Herrenfluh

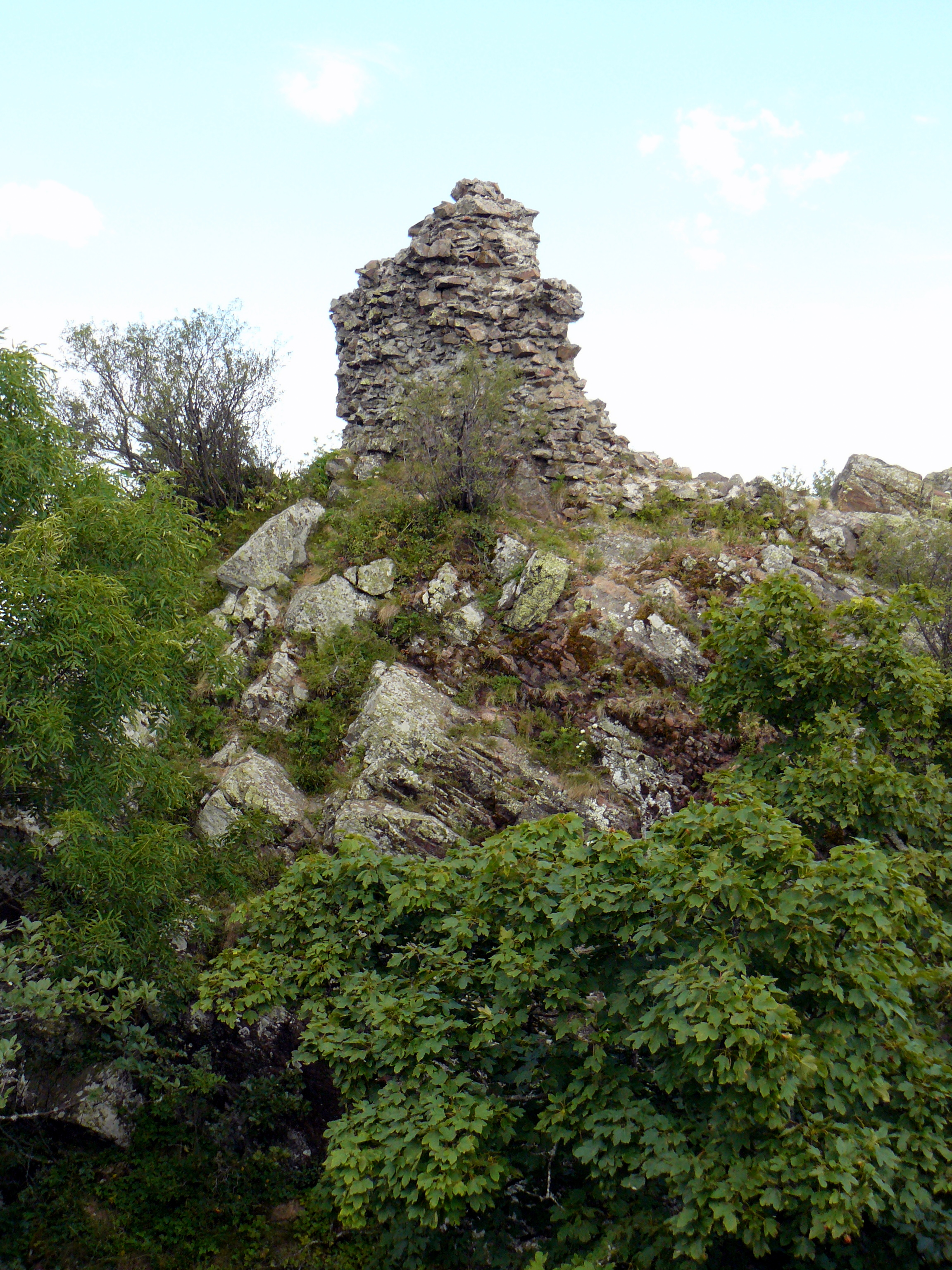
Ruines du Herrenfluh.

Les ruines se dressent sur un éperon rocheux à 800 m d'altitude offrant une vue imprenable sur la plaine d'Alsace. Élevé au XIIIe siècle par Jean de Saint Amarin surnommé Nordwind, pour défendre les territoires de l'Abbaye de Murbach.
Durant la Première Guerre, le piton servait de poste d'observation à l'armée française. Il fut détruit par les obus de l'armée allemande. Accès uniquement à pied.

### Refuge
Dans la forêt d'Uffholtz, au sommet du Molkenrain, à 1 120 m, refuge des « Amis de la nature » de Thann. Dortoirs pour les randonneurs.

### Croix de la peste
Croix de chemin érigée en 1565.

### Dalle armoriée de la famille de Schauenbourg
Plaque commémorative de 1626.

### Abri de pâtre (XIXesiècle)
L'abri des pâtres, communément appelé en dialecte alsacien « Hirtahisla », est érigé dans les anciens pâturages au sud-est de la commune,  au Lugner, près des limites banales de Staffelfelden et Wittelsheim.  Rare abri de bergers en pierre, il a été rénové et est ouvert au public. Accès uniquement à pied. (voir article au-dessus)

### Fontaine aux carpes (1908)
Fontaine publique devant l'hôtel Frantz.

### Oratoire «Schäecher» (1813)
Le calvaire couvert Schäecher.

## Personnalités liées à la commune
- Bernard Meyer, télégraphiste et inventeur, né à Uffholtz le 29/04/1830, décédé à Malzéville (Meurthe-et-Moselle) le 27/07/1884.
- Aloÿs Claussmann, né à Uffholtz le 05/07/1850 et mort le 07/11/1926 à Clermont-Ferrand. Organiste, pianiste et compositeur, il fonde le conservatoire de Clermont-Ferrand en 1909, le dirigeant jusqu'à sa mort.
- Jean-Baptiste Troppmann, mécanicien, empoisonne Jean Kink et sa famille pour s'emparer de son argent. Il est condamné à mort et exécuté le 19 janvier 1870 après avoir fait la une des journaux à la veille de la guerre de 1870.

## Animations

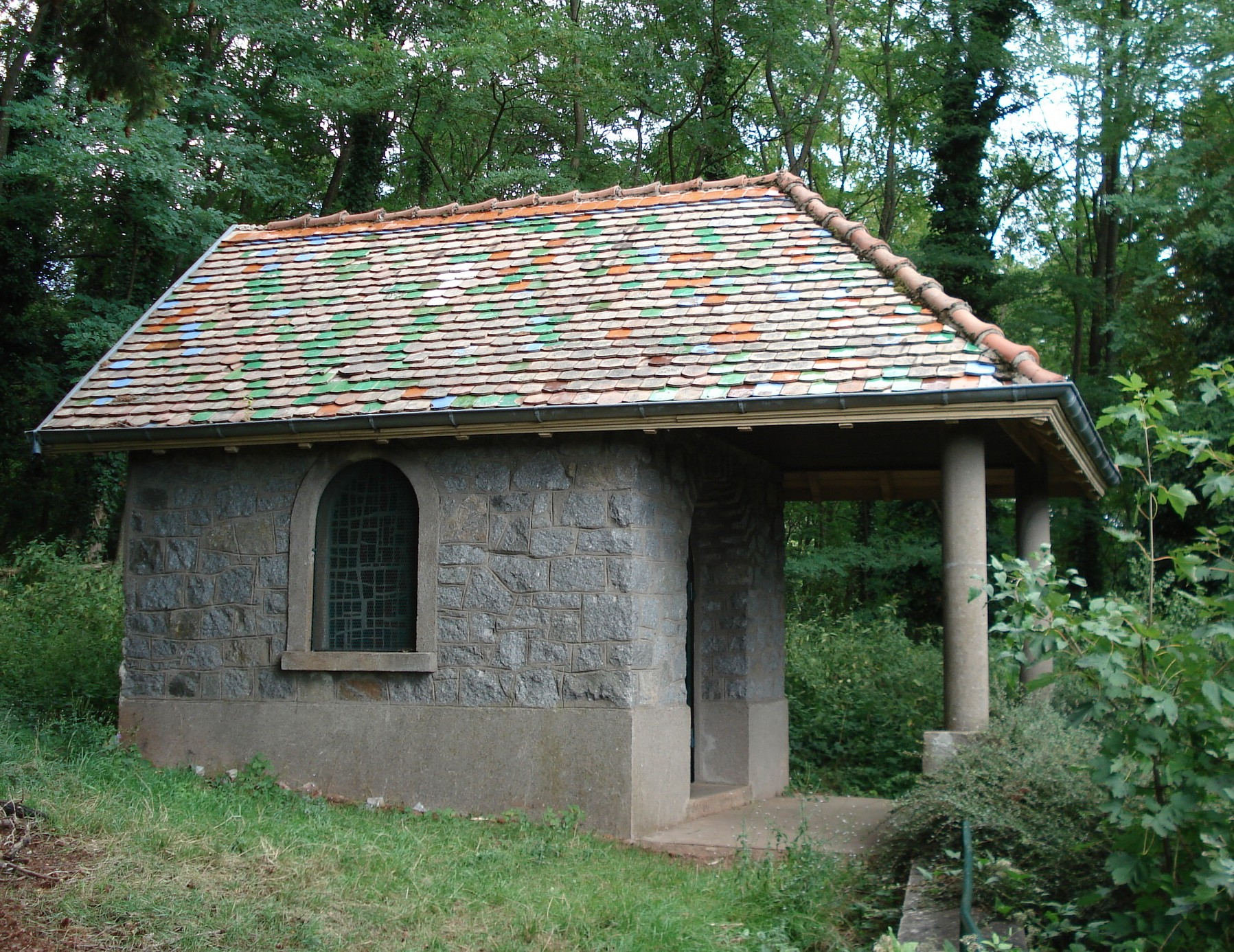
La chapelle Saint-Antoine.

- Chaque année depuis 1993, est organisée la montée vers St Antoine, le samedi le plus proche de la St Antoine le Grand ou l'Ermite qui se fête le 17 janvier. Cette fête traditionnelle est présidée par un évêque et animée par une formation musicale exétieure au village. Elle vise à célébrer le culte de St Antoine, patron des bouchers et des vanniers, par une liturgie festive, à animer la région par la maintenance d'une tradition, à rétablir le pèlerinage à la chapelle St Antoine supprimé par la Révolution, à permettre les rencontres lors d'agapes. La chapelle Saint-Antoine. La fête débute par l'accueil du prélat en mairie[52]. À 17 h l'évêque préside la messe pontificale en l'église St Erasme. 600 pains sont bénis et partagés par le millier de fidèles. Un petit concert clos la célébration. Chaque pèlerin d'un soir reçoit une image souvenir. La fête est annoncée par des affiches, renouvelées chaque année. et Puis les fidèles marchent jusqu'à la chapelle St Antoine à travers le vignoble, les champs et la forêt à la lueur des lanternes. À la chapelle, distribution de vin chaud et prières, chants, méditations et signature du registre du sanctuaire. Dans la salle des fêtes du Foyer Saint-Erasme et à l'Auberge du Relais[53], agapes avec dégustation de Fleischschnacka arrosés de vins d'Uffholtz.
Jusqu'à présent, la fête était présidée par les archevêques et évêques de Strasbourg, Metz, Saint-Dié-des-Vosges, Bâle, Fribourg-en-Brisgau, Grenoble, par le cardinal Barbarin, archevêque de Lyon ou encore par l'abbé de l'abbaye Notre-Dame d'Oelenberg ou Mgr Dominique Blanchet, évêque de Belfort ou Mgr Rodolphe Vigneron, prélat d'Orient.

Cette fête, comme les 24 fenêtres de l'avent, est organisée par l'association Foyer Saint-Erasme.
- Vers la chandeleur, crémation des sapins de Noël sur le terrain de sports, suivie d'une soirée « Sürlawerla » dans la salle des fêtes Saint-Érasme.
- 21 mars  dans le cadre du printemps des poètes : soirée "Verres après vers" par le Syndicat viticole de Cernay et environs.
- Le 1er mai a lieu la Foire de printemps.
- En mai, est organisée la fête tournante de Saint Urbain, patron des vignerons, célébré le 25 mai.par les vignerons du Syndicat viticole de Cernay et environs organisée à tour de rôle dans les quatre communes de Cernay, Steinbach, Wattwiller ou Uffholtz.
- À la mi-juin est organisée la marche populaire de montagne sous l'égide de la Fédération française des sports populaires. Trois trajets balisés de 10, 20 et 30 km, ouverts à tous, sans restrictions d'âge ni de condition physique.
- Le premier samedi-dimanche de juillet est organisée une lecture publique de la bible. 48 lecteurs se succèdent pour lire à haute voix des extraits de la bible de leur choix, à l'église Saint-Erasme. (Abandonné)
- En été, promenade de découverte du vignoble "Verre à pied" avec les vignerons.
- En septembre a lieu le marché aux puces dit « Grimpelmark » ou vide-grenier dans les rues du village.
- Fin octobre soirée gourmande "Des verres dans les pommes" par les vignerons.
- Chaque année au mois de décembre se déroulent à Uffholtz le festival "Les Fenêtres de l'Avent" : chaque soir du 1er au 24 décembre, un spectacle a lieu à une fenêtre ou dans le jardin d'une des maisons du village auquel peut assister gratuitement le public.
 Le spectacle débute à la crêche au centre du village. À 19 h, dès la sonnerie de l'Angelus, un berger conduit les visiteurs à la fenêtre qui va s'ouvrir. En 2009 lors des 24 spectacles, l'on a compté 8 000 spectateurs.

### Enseignement
- Uffholtz possède une école primaire et une maternelle, avec classes bilingues.

### Services
- 2 coiffeurs,
- 1 salon d'esthéticienne
- 1 agence immobilière
- 1 restaurant italien
- 1 salle culturelle "Foyer St Erasme".
- 1 bar à vin
- 1 agence bancaire
- 1 garage
- 1 supérette
- 1 bar
- 1 cabinet de médecine

### Secteurs secondaire et tertiaire
Dans la zone industrielle et artisanale qui s'étend entre Thur et Nationale 83  sont implantées :
- une unité de production Du Pont de Nemours (produits phytosanitaires (fongicides, herbicides, insecticides) et pharmaceutiques) ;
- l'imprimerie « Publi-H » ;
- SIFAT ;
- Gobelin-animations ;
- FERAL ;
- Fisher Rosemount.

### Sécurité
Le village possédait depuis 1866 un corps de sapeurs-pompiers, qui fonctionnait comme centre de première intervention. Dissous en 2015. 
À voir à l'ancien bâtiment des sapeurs-pompiers, maintenant atelier municipal : pierre d'angle de l'an 2000 avec des motifs évoquant les activités du village (œuvre de René Girardin).